# The Long Run
The Long Run je šesté studiové album americké skupiny Eagles. Vydáno bylo v září roku 1979 společností Asylum Records a jeho producentem byl Bill Szymczyk. V hitparádě Billboard 200 se umístilo na první příčce a v USA se stalo sedmkrát platinovým. Jedná se o první album kapely, na němž hrál Timothy B. Schmit. Jde o poslední studiovou desku kapely až do roku 2007, kdy vyšla nahrávka Long Road Out of Eden.

## Seznam skladeb
1. „The Long Run“ – 3:42
2. „I Can't Tell You Why“ – 4:56
3. „In the City“ – 3:46
4. „The Disco Strangler“ – 2:46
5. „King of Hollywood“ – 6:27
6. „Heartache Tonight“ – 4:27
7. „Those Shoes“ – 4:57
8. „Teenage Jail“ – 3:44
9. „The Greeks Don't Want No Freaks“ – 2:21
10. „The Sad Café“ – 5:35

## Obsazení
Eagles
- Don Felder – zpěv, kytara, talkbox, varhany
- Glenn Frey – zpěv, kytara, syntezátor, klávesy
- Don Henley – zpěv, bicí, perkuse
- Timothy B. Schmit – zpěv, baskytara
- Joe Walsh – zpěv, kytara, talkbox, syntezátor, klávesy

Ostatní hudebníci
- Jimmy Buffett – doprovodné vokály
- The Monstertones – doprovodné vokály
- David Sanborn – altsaxofon